# Réjean Doyon
Pour les articles homonymes, voir Doyon (homonymie).
Réjean Doyon (6 septembre 1937 à Saint-Georges de Beauce, Québec) est un homme politique québécois.
Il a été député de la circonscription de Louis-Hébert pour le Parti libéral de 1982 à 1994.

## Biographie

### Jeunesse et formation
Réjean Doyon détient un baccalauréat ès arts, un baccalauréat en sciences sociales et une licence en droit de l'Université Laval. Il est boursier de l'International Nickel Company en 1957 et de la Chester Walters Foundation en 1960. Il est également délégué de l'Association générale des étudiants de l'Université Laval à plusieurs conférences pancanadiennes en 1959 et en 1960. Il est admis au Barreau du Québec en 1970.

### Carrière
De 1961 à 1963, il est agent du service extérieur au ministère des Affaires extérieures à Ottawa et à New York. Il devient ensuite deuxième secrétaire et vice-consul à l'ambassade du Canada en Autriche de 1963 à 1965. Il revient au Québec et occupe le poste de conseiller technique au ministère de l'Éducation de 1965 à 1967. Les années suivantes, il occupe plusieurs postes dont secrétaire général de l'Association des commissions scolaires du diocèse de Québec de 1967 à 1970, directeur général de l'administration et chef du contentieux au ministère des Communications du Québec de 1971 à 1974, substitut du Procureur général du Québec à Montréal en 1974 et à Québec en 1977, secrétaire de la Commission de refonte des lois municipales de 1974 à 1977 et secrétaire général et chef du contentieux de la Communauté urbaine de Québec (CUQ) de 1978 à 1980.

### Carrière politique
Il est élu député libéral dans Louis-Hébert à l'élection partielle du 5 avril 1982. Il est réélu en 1985 et en 1989. Pendant ses mandats, il est adjoint parlementaire au ministre des Transports du 13 décembre 1985 au 26 août 1987, au ministre des Relations internationales du 26 août 1987 au 17 mai 1989 et au ministre des Affaires municipales du 17 mai 1989 au 9 août 1989. Il est également président de la Commission de la culture du 29 novembre 1989 au 24 juillet 1994. Il est leader parlementaire adjoint du gouvernement du 10 mars au 24 juillet 1994. Il ne s'est pas représenté en 1994.

## Distinctions et prix
Réjean Doyon est décoré de la médaille commémorative du bicentenaire de Simon Bolivar en 1983. Il est également récipiendaire de la médaille de l'Assemblée nationale française, de la Ville de Paris et de plusieurs autres villes de France.